# Torneo Apertura 2022 Primera División (Guatemala)
El Torneo Apertura 2022 de Primera División será la edición número 41 de la máxima categoría de ascenso desde el cambio de formato en la temporada 2002-03; y servirá como inicio de la temporada 2022-23.

## Sistema de competición
La competición está dividida en dos fases: la fase de clasificación y la fase final.

### Fase de clasificación
Los 20 equipos participantes se dividen en 4 grupos de 5 equipos según cercanía geográfica, juegan todos contra todos a local y visitante durante 10 fechas. Al final de esta fase, los dos mejores equipos de cada grupo avanzan a los cuartos de final, es decir, la fase final.

### Fase final
En esta fase, los 8 equipos clasificados se ordenan en una tabla según su desempeño en la fase de clasificación, para definir los enfrentamientos, se usa el siguiente criterio:
- 1° vs 8°
- 2° vs 7°
- 3° vs 6°
- 4° vs 5°

Asimismo, el mejor clasificado de cada enfrentamiento juega el segundo partido en casa.
Tras jugar esta ronda, los cuatro equipos clasificados se ordenan de nuevo, realizando los enfrentamientos de esta manera:
- 1° vs 4°
- 2° vs 3°

Se utilizan los mismos criterios para esta fase.
Finalmente, los dos clasificados de esta ronda llegan a la final, el ganador de esta serie se proclama ganador del torneo.
Los dos equipos finalistas aseguran participar en los partidos por el ascenso a Liga Nacional al final de la temporada.

## Equipos participantes

### Cambios
| Pos. | Descendidos desde la Liga Nacional 2021-22 |
| ---- | ------------------------------------------ |
| 11.º | 'Sololá'                                   |
| 12.° | 'Nueva Concepción'                         |

| Pos. | Ascendidos a la Liga Nacional 2022-23 |
| ---- | ------------------------------------- |
| 1.º  | Deportivo Mixco                       |
| Prom | 'Xinabajul Huehue'                    |

| Pos.  | Ascendidos desde la Segunda División 2021-22 |
| ----- | -------------------------------------------- |
| 1.º   | Barberena                                    |
| 2.º   | San Benito                                   |
| Prom. | San Juan                                     |

| Pos.  | Descendidos a la Segunda División 2022-23 |
| ----- | ----------------------------------------- |
| Prom. | 'Naranjeros Escuintla'                    |
| 19.º  | Agua Blanca                               |
| 20.º  | Deportivo Amatitlán                       |

- Plataneros La Blanca cambió su sede desde La Blanca hacia Catarina, cambiando de nombre a Catarina FC.[2]
- Aurora FC jugara sus partidos de local en el Estadio Julio Armando Cobar.[3]
- Zacapa-Tellioz rompió relación de patrocinio con la empresa Tellioz, eliminándolo del nombre y cambiando a CSD Zacapa.[4]

### Información
| Grupo A            | Grupo A                            | Grupo A                            | Grupo A   |
| Equipo             | Ciudad                             | Estadio                            | Capacidad |
| ------------------ | ---------------------------------- | ---------------------------------- | --------- |
| Catarina           | Catarina, San Marcos               | Estadio Catarina                   | 1 500     |
| Coatepeque FC      | Coatepeque, Quetzaltenango         | Estadio Israel Barrios             | 21 000    |
| Marquense          | San Marcos, San Marcos             | Marquesa de la Ensenada            | 10 000    |
| Nueva Concepción   | Nueva Concepción, Escuintla        | José Luis Ibarra                   | 2 000     |
| Puerto San José    | Puerto San José, Escuintla         | Vicente Arévalo                    | 1 000     |
| Quiché FC          | Santa Cruz del Quiché, Quiché      | Municipal de Santa Cruz del Quiché | 4 000     |
| San Juan Bautista  | San Juan La Laguna, Sololá         | Estadio San Juan Bautista          | 1 000     |
| San Pedro          | San Pedro Sacatepéquez, San Marcos | Estadio Municipal de San Pedro     | 4 000     |
| Sololá             | Sololá, Sololá                     | Xambá                              | 2 000     |
| Suchitepéquez      | Mazatenango, Suchitepéquez         | Carlos Salazar Hijo                | 10 000    |
| Grupo B            |                                    |                                    |           |
| Equipo             | Ciudad                             | Estadio                            | Capacidad |
| Atlético Mictlán   | Asunción Mita, Jutiapa             | La Asunción                        | 5 000     |
| Aurora FC          | Ciudad de Guatemala                | Estadio del Ejército               | 12 000    |
| Barberena          | Barberena, Santa Rosa              | Complejo Polideportivo Barberena   | 5 000     |
| Chimaltenango FC   | Chimaltenango, Chimaltenango       | Municipal de Chimaltenango         | 1 500     |
| Comunicaciones B   | Ciudad de Guatemala                | Cementos Progreso                  | 17 500    |
| Juventud Pinulteca | San José Pinula, Guatemala         | Estadio San Miguel                 | 1 000     |
| Sacachispas        | Chiquimula, Chiquimula             | Las Victorias                      | 9 500     |
| Sanarate           | Sanarate, El Progreso              | Municipal de Sanarate              | 3,000     |
| San Benito         | San Benito, Petén                  | Julián Tesucún                     | 5 000     |
| Zacapa             | Zacapa, Zacapa                     | David Ordóñez Bardales             | 8 500     |

## Fase de clasificación

### Grupo A

#### Tabla A
| Pos. | Equipo           | Pts. | PJ | G | E | P | GF | GC | Dif. | Clasificación             |
| ---- | ---------------- | ---- | -- | - | - | - | -- | -- | ---- | ------------------------- |
| 1    | San Pedro        | 28   | 18 | 8 | 4 | 6 | 29 | 27 | +2   | Cuartos de final          |
| 2    | Catarina         | 28   | 18 | 8 | 4 | 6 | 18 | 18 | 0    | Cuartos de final          |
| 3    | Coatepeque FC    | 27   | 18 | 8 | 3 | 7 | 21 | 17 | +4   | Acceso a Cuartos de Final |
| 4    | Nueva Concepción | 26   | 18 | 7 | 5 | 6 | 21 | 24 | −3   | Acceso a Cuartos de Final |
| 5    | Suchitepequez    | 25   | 18 | 7 | 4 | 7 | 31 | 27 | +4   | Acceso a Cuartos de Final |
| 6    | Puerto San José  | 25   | 18 | 8 | 1 | 9 | 16 | 27 | −11  | Acceso a Cuartos de Final |
| 7    | San Juan         | 24   | 18 | 6 | 6 | 6 | 29 | 28 | +1   |                           |
| 8    | Marquense        | 23   | 18 | 7 | 2 | 9 | 27 | 29 | −2   |                           |
| 9    | Quiché FC        | 23   | 18 | 6 | 5 | 7 | 27 | 24 | +3   |                           |
| 10   | Sololá           | 22   | 18 | 6 | 4 | 8 | 23 | 21 | +2   |                           |

Actualizado a los partidos jugados el 16 de octubre de 2022.
 Fuente: https://guatefutbol.com/category/primera-division/]
Criterios de clasificación: Puntos · Diferencia de goles · Goles a favor · Enfrentamiento directo

#### Resumen de fechas
| Equipo / Fecha   | 1     | 2     | 3     | 4     | 5     | 6     | 7     | 8     | 9     | 10    | 11    | 12    | 13    | 14    | 15    | 16    | 17    | 18    |
| ---------------- | ----- | ----- | ----- | ----- | ----- | ----- | ----- | ----- | ----- | ----- | ----- | ----- | ----- | ----- | ----- | ----- | ----- | ----- |
| Catarina         | COA   | SUC   | SNP   | SNJ   | QCH   | MAR   | PSJ   | SOL   | NCO   | COA   | SUC   | SNP   | SNJ   | QCH   | MAR   | PSJ   | SOL   | NCO   |
| Catarina         | 2 - 0 | 2 - 1 | 2 - 0 | 1 - 3 | 1 - 1 | 1 - 3 | 1 - 0 | 0 - 0 | 1 - 0 | 0 - 0 | 1 - 1 | 0 - 3 | 1 - 0 | 0 - 1 | 2 - 1 | 0 - 1 | 1 - 0 | 2 - 3 |
| Coatepeque FC    | CAT   | MAR   | SUC   | PSJ   | SNP   | SOL   | SNJ   | NCO   | QCH   | CAT   | MAR   | SUC   | PSJ   | SNP   | SOL   | SNJ   | NCO   | QCH   |
| Coatepeque FC    | 0 - 1 | 1 - 0 | 1 - 3 | 2 - 0 | 0 - 3 | 2 - 0 | 1 - 1 | 1 - 2 | 3 - 0 | 0 - 0 | 0 - 1 | 2 - 1 | 1 - 2 | 2 - 0 | 0 - 1 | 3 - 0 | 0 - 0 | 2 - 1 |
| Marquense        | QCH   | COA   | PSJ   | SOL   | NCO   | CAT   | SUC   | SNP   | SNJ   | QCH   | COA   | PSJ   | SOL   | NCO   | CAT   | SUC   | SNP   | SNJ   |
| Marquense        | 0 - 1 | 0 - 1 | 2 - 4 | 2 - 1 | 0 - 4 | 3 - 1 | 1 - 3 | 1 - 1 | 1 - 4 | 1 - 1 | 1 - 0 | 4 - 0 | 0 - 2 | 2 - 0 | 1 - 2 | 3 - 0 | 0 - 2 | 6 - 2 |
| Nueva Concepción | SUC   | SNP   | SNJ   | QCH   | MAR   | PSJ   | SOL   | COA   | CAT   | SUC   | SNP   | SNJ   | QCH   | MAR   | PSJ   | SOL   | COA   | CAT   |
| Nueva Concepción | 2 - 1 | 0 - 6 | 0 - 0 | 0 - 0 | 4 - 0 | 1 - 1 | 3 - 2 | 2 - 1 | 0 - 1 | 2 - 0 | 1 - 0 | 2 - 2 | 1 - 3 | 0 - 2 | 0 - 1 | 0 - 2 | 0 - 0 | 3 - 2 |
| Puerto San José  | SNJ   | QCH   | MAR   | COA   | SOL   | NCO   | CAT   | SUC   | SNP   | SNJ   | QCH   | MAR   | COA   | SOL   | NCO   | CAT   | SUC   | SNP   |
| Puerto San José  | 2 - 0 | 0 - 1 | 4 - 2 | 0 - 2 | 0 - 3 | 1 - 1 | 0 - 1 | 3 - 2 | 0 - 4 | 0 - 4 | 1 - 0 | 0 - 4 | 2 - 1 | 1 - 0 | 1 - 0 | 1 - 0 | 0 - 1 | 0 - 1 |
| Quiché FC        | MAR   | PSJ   | SOL   | NCO   | CAT   | SUC   | SNP   | SNJ   | COA   | MAR   | PSJ   | SOL   | NCO   | CAT   | SUC   | SNP   | SNJ   | COA   |
| Quiché FC        | 1 - 0 | 1 - 0 | 0 - 1 | 0 - 0 | 1 - 1 | 1 - 1 | 0 - 3 | 2 - 1 | 0 - 3 | 1 - 1 | 0 - 1 | 1 - 1 | 3 - 1 | 1 - 0 | 2 - 5 | 1 - 0 | 1 - 3 | 1 - 2 |
| San Juan         | PSJ   | SOL   | NCO   | CAT   | SUC   | SNP   | COA   | QCH   | MAR   | PSJ   | SOL   | NCO   | CAT   | SUC   | SNP   | COA   | QCH   | MAR   |
| San Juan         | 0 - 2 | 2 - 1 | 0 - 0 | 3 - 1 | 1 - 1 | 2 - 0 | 1 - 1 | 1 - 2 | 4 - 1 | 4 - 0 | 1 - 4 | 2 - 2 | 0 - 1 | 2 - 2 | 1 - 1 | 0 - 3 | 3 - 1 | 2 - 6 |
| San Pedro        | SOL   | NCO   | CAT   | SUC   | COA   | SNJ   | QCH   | MAR   | PSJ   | SOL   | NCO   | CAT   | SUC   | COA   | SNJ   | QCH   | MAR   | PSJ   |
| San Pedro        | 1 - 1 | 6 - 0 | 0 - 2 | 2 - 1 | 3 - 0 | 0 - 2 | 3 - 0 | 1 - 1 | 4 - 0 | 2 - 2 | 0 - 1 | 3 - 0 | 0 - 3 | 0 - 2 | 1 - 1 | 0 - 1 | 2 - 0 | 2 - 1 |
| Sololá           | SNP   | SNJ   | QCH   | MAR   | PSJ   | COA   | NCO   | CAT   | SUC   | SNP   | SNJ   | QCH   | MAR   | PSJ   | COA   | NCO   | CAT   | SUC   |
| Sololá           | 1 - 1 | 1 - 2 | 1 - 0 | 1 - 2 | 3 - 0 | 0 - 2 | 2 - 3 | 0 - 0 | 1 - 2 | 2 - 2 | 4 - 1 | 1 - 1 | 2 - 0 | 0 - 1 | 1 - 0 | 2 - 0 | 0 - 1 | 1 - 3 |
| Suchitepéquez    | NCO   | CAT   | COA   | SNP   | SNJ   | QCH   | MAR   | PSJ   | SOL   | NCO   | CAT   | COA   | SNP   | SNJ   | QCH   | MAR   | PSJ   | SOL   |
| Suchitepéquez    | 1 - 2 | 1 - 2 | 3 - 1 | 1 - 2 | 1 - 1 | 1 - 1 | 3 - 1 | 2 - 3 | 2 - 1 | 0 - 2 | 1 - 1 | 1 - 2 | 3 - 0 | 2 - 2 | 5 - 2 | 0 - 3 | 1 - 0 | 3 - 1 |

### Grupo B

#### Tabla B
| Pos. | Equipo             | Pts. | PJ | G | E | P | GF | GC | Dif. | Clasificación             |
| ---- | ------------------ | ---- | -- | - | - | - | -- | -- | ---- | ------------------------- |
| 1    | Aurora             | 32   | 18 | 9 | 5 | 4 | 19 | 14 | +5   | Cuartos de final          |
| 2    | Juventud Pinulteca | 29   | 18 | 8 | 5 | 5 | 20 | 13 | +7   | Cuartos de final          |
| 3    | Zacapa             | 28   | 18 | 7 | 7 | 4 | 22 | 11 | +11  | Acceso a Cuartos de Final |
| 4    | Barberena          | 24   | 18 | 6 | 6 | 6 | 20 | 22 | −2   | Acceso a Cuartos de Final |
| 5    | Comunicaciones B   | 23   | 18 | 6 | 5 | 7 | 22 | 22 | 0    | Acceso a Cuartos de Final |
| 6    | Atlético Mictlán   | 23   | 18 | 5 | 8 | 5 | 21 | 26 | −5   | Acceso a Cuartos de Final |
| 7    | San Benito         | 22   | 18 | 5 | 7 | 6 | 19 | 20 | −1   |                           |
| 8    | Sacachispas        | 20   | 18 | 4 | 8 | 6 | 13 | 14 | −1   |                           |
| 9    | Sanarate           | 20   | 18 | 5 | 5 | 8 | 21 | 26 | −5   |                           |
| 10   | Chimaltenango FC   | 17   | 18 | 3 | 8 | 7 | 13 | 22 | −9   |                           |

Actualizado a los partidos jugados el 16 de octubre de 2022.
 Fuente: Página oficial
Criterios de clasificación: Puntos · Diferencia de goles · Goles a favor · Enfrentamiento directo

#### Resumen de fechas
| Equipo/Fecha       | 1     | 2     | 3     | 4     | 5     | 6     | 7     | 8     | 9     | 10    | 11    | 12    | 13    | 14    | 15    | 16    | 17    | 18    |
| ------------------ | ----- | ----- | ----- | ----- | ----- | ----- | ----- | ----- | ----- | ----- | ----- | ----- | ----- | ----- | ----- | ----- | ----- | ----- |
| Atlético Mictlán   | ZAC   | JVP   | AUR   | SNR   | CHM   | SAC   | BRB   | COM   | SBE   | ZAC   | JVP   | AUR   | SNR   | CHM   | SAC   | BRB   | COM   | SBE   |
| Atlético Mictlán   | 1 - 1 | 0 - 4 | 0 - 0 | 0 - 3 | 3 - 2 | 0 - 0 | 1 - 1 | 1 - 3 | 2 - 2 | 0 - 1 | 2 - 1 | 1 - 3 | 1 - 1 | 0 - 0 | 2 - 1 | 1 - 0 | 2 - 2 | 4 - 0 |
| Aurora FC          | SNR   | CHM   | AMC   | BRB   | COM   | SNB   | ZAC   | JVP   | SAC   | SNR   | CHM   | AMC   | BRB   | COM   | SNB   | ZAC   | JVP   | SAC   |
| Aurora FC          | 1 - 3 | 0 - 2 | 0 - 0 | 2 - 0 | 2 - 0 | 1 - 0 | 0 - 3 | 2 - 0 | 1 - 0 | 2 - 0 | 0 - 0 | 3 - 1 | 1 - 1 | 1 - 1 | 0 - 0 | 1 - 0 | 0 - 2 | 2 - 1 |
| Barberena          | SNB   | ZAC   | JVP   | AUR   | SNR   | CHM   | AMC   | SAC   | COM   | SNB   | ZAC   | JVP   | AUR   | SNR   | CHM   | AMC   | SAC   | COM   |
| Barberena          | 1 - 0 | 0 - 4 | 2 - 2 | 0 - 2 | 3 - 0 | 1 - 1 | 1 - 1 | 1 - 1 | 1 - 4 | 1 - 1 | 2 - 1 | 0 - 1 | 1 - 1 | 1 - 0 | 3 - 0 | 0 - 1 | 0 - 1 | 2 - 1 |
| Chimaltenango FC   | JVP   | AUR   | SNR   | SAC   | AMC   | BRB   | COM   | SNB   | ZAC   | JVP   | AUR   | SNR   | SAC   | AMC   | BRB   | COM   | SNB   | ZAC   |
| Chimaltenango FC   | 0 - 0 | 2 - 0 | 0 - 0 | 1 - 0 | 2 - 3 | 1 - 1 | 0 - 1 | 2 - 2 | 0 - 4 | 0 - 1 | 0 - 0 | 1 - 3 | 1 - 1 | 0 - 0 | 0 - 3 | 1 - 1 | 0 - 2 | 2 - 0 |
| Comunicaciones B   | SAC   | SNB   | ZAC   | JVP   | AUR   | SNR   | CHM   | AMC   | BRB   | SAC   | SNB   | ZAC   | JVP   | AUR   | SNR   | CHM   | AMC   | BRB   |
| Comunicaciones B   | 0 - 0 | 1 - 2 | 0 - 0 | 0 - 1 | 0 - 2 | 0 - 2 | 1 - 0 | 4 - 1 | 4 - 1 | 0 - 3 | 2 - 1 | 0 - 2 | 3 - 1 | 1 - 1 | 2 - 0 | 1 - 1 | 2 - 2 | 1 - 2 |
| Juventud Pinulteca | CHM   | AMC   | BRB   | COM   | SNB   | ZAC   | SAC   | AUR   | SNR   | CHM   | AMC   | BRB   | COM   | SNB   | ZAC   | SAC   | AUR   | SNR   |
| Juventud Pinulteca | 0 - 0 | 4 - 0 | 2 - 2 | 1 - 0 | 0 - 2 | 0 - 1 | 2 - 0 | 0 - 2 | 2 - 0 | 1 - 0 | 1 - 2 | 1 - 0 | 1 - 3 | 0 - 0 | 0 - 0 | 0 - 0 | 2 - 0 | 3 - 1 |
| Sacachispas        | COM   | SNR   | SNB   | CHM   | ZAC   | AMC   | JVP   | BRB   | AUR   | COM   | SNR   | SNB   | CHM   | ZAC   | AMC   | JVP   | BRB   | AUR   |
| Sacachispas        | 0 - 0 | 0 - 0 | 0 - 1 | 0 - 1 | 2 - 1 | 0 - 0 | 0 - 2 | 1 - 1 | 0 - 1 | 3 - 0 | 2 - 2 | 1 - 0 | 1 - 1 | 0 - 0 | 1 - 2 | 0 - 0 | 1 - 0 | 1 - 2 |
| Sanarate           | AUR   | SAC   | CHM   | AMC   | BRB   | COM   | SNB   | ZAC   | JVP   | AUR   | SAC   | CHM   | AMC   | BRB   | COM   | SNB   | ZAC   | JVP   |
| Sanarate           | 3 - 1 | 0 - 0 | 0 - 0 | 3 - 0 | 0 - 3 | 2 - 0 | 0 - 2 | 1 - 1 | 0 - 2 | 0 - 2 | 2 - 2 | 3 - 1 | 1 - 1 | 0 - 1 | 0 - 2 | 4 - 3 | 1 - 2 | 1 - 3 |
| San Benito         | BRB   | COM   | SAC   | ZAC   | JVP   | AUR   | SNR   | CHM   | AMC   | BRB   | COM   | SAC   | ZAC   | JVP   | AUR   | SNR   | CHM   | AMC   |
| San Benito         | 0 - 1 | 2 - 1 | 1 - 0 | 0 - 0 | 2 - 0 | 0 - 1 | 2 - 0 | 2 - 2 | 2 - 2 | 1 - 1 | 1 - 2 | 0 - 1 | 1 - 1 | 0 - 0 | 0 - 0 | 3 - 4 | 2 - 0 | 0 - 4 |
| Zacapa             | AMC   | BRB   | COM   | SNB   | SAC   | JVP   | AUR   | SNR   | CHM   | AMC   | BRB   | COM   | SNB   | SAC   | JVP   | AUR   | SNR   | CHM   |
| Zacapa             | 1 - 1 | 4 - 0 | 0 - 0 | 0 - 0 | 1 - 2 | 1 - 0 | 3 - 0 | 1 - 1 | 4 - 0 | 1 - 0 | 1 - 2 | 2 - 0 | 1 - 1 | 0 - 0 | 0 - 0 | 0 - 1 | 2 - 1 | 0 - 2 |

## Fase final

### Cuadro de eliminatorias
|  | Acceso a semifinales 20 y 23 de octubre | Acceso a semifinales 20 y 23 de octubre | Acceso a semifinales 20 y 23 de octubre | Acceso a semifinales 20 y 23 de octubre |       |        | Cuartos de final del 26 al 30 de octubre | Cuartos de final del 26 al 30 de octubre | Cuartos de final del 26 al 30 de octubre | Cuartos de final del 26 al 30 de octubre |  |                    | Semifinales del 6 al 13 de noviembre | Semifinales del 6 al 13 de noviembre | Semifinales del 6 al 13 de noviembre | Semifinales del 6 al 13 de noviembre |       |  | Finales 20 y 27 de noviembre | Finales 20 y 27 de noviembre | Finales 20 y 27 de noviembre | Finales 20 y 27 de noviembre |  |
|  |                                         |                                         |                                         |                                         |       |        |                                          |                                          |                                          |                                          |  |                    |                                      |                                      |                                      |                                      |       |  |                              |                              |                              |                              |  |
|  |                                         |                                         |                                         |                                         |       |        |                                          |                                          |                                          |                                          |  |                    |                                      |                                      |                                      |                                      |       |  |                              |                              |                              |                              |  |
|  |                                         |                                         |                                         |                                         |       |        |                                          |                                          |                                          |                                          |  |                    |                                      |                                      |                                      |                                      |       |  |                              |                              |                              |                              |  |
|  |                                         |                                         |                                         |                                         |       |        |                                          |                                          |                                          |                                          |  |                    |                                      |                                      |                                      |                                      |       |  |                              |                              |                              |                              |  |
|  |                                         |                                         |                                         |                                         |       |        |                                          |                                          |                                          |                                          |  |                    |                                      |                                      |                                      |                                      |       |  |                              |                              |                              |                              |  |
|  |                                         | Juventud Pinulteca                      | 1                                       | 2                                       | 3     |        |                                          |                                          |                                          |                                          |  |                    |                                      |                                      |                                      |                                      |       |  |                              |                              |                              |                              |  |
|  |                                         |                                         |                                         |                                         | 3     |        |                                          |                                          |                                          |                                          |  |                    |                                      |                                      |                                      |                                      |       |  |                              |                              |                              |                              |  |
|  |                                         |                                         | Nueva Concepción                        | 2                                       | 0     | 2      |                                          |                                          |                                          |                                          |  |                    |                                      |                                      |                                      |                                      |       |  |                              |                              |                              |                              |  |
|  | Nueva Concepción                        | 1                                       | Nueva Concepción                        | 2                                       | 0     | 2      | 1                                        | 2                                        |                                          |                                          |  |                    |                                      |                                      |                                      |                                      |       |  |                              |                              |                              |                              |  |
|  | Nueva Concepción                        | 1                                       |                                         |                                         |       |        |                                          |                                          |                                          |                                          |  |                    |                                      |                                      |                                      |                                      |       |  |                              |                              |                              |                              |  |
|  | Comunicaciones B                        | 1                                       | 0                                       | 1                                       |       |        |                                          |                                          |                                          |                                          |  |                    |                                      |                                      |                                      |                                      |       |  |                              |                              |                              |                              |  |
|  | Comunicaciones B                        | 1                                       | 0                                       | 1                                       |       |        |                                          |                                          |                                          |                                          |  | Juventud Pinulteca | 0                                    | 0                                    | 0                                    |                                      |       |  |                              |                              |                              |                              |  |
|  |                                         |                                         |                                         |                                         |       |        |                                          |                                          |                                          |                                          |  | Juventud Pinulteca | 0                                    | 0                                    | 0                                    |                                      |       |  |                              |                              |                              |                              |  |
|  |                                         |                                         | Zacapa                                  | 1                                       | 0     | 1      |                                          |                                          |                                          |                                          |  |                    |                                      |                                      |                                      |                                      |       |  |                              |                              |                              |                              |  |
|  | Zacapa (p.)                             | 0                                       | Zacapa                                  | 1                                       | 0     | 1      | 1                                        | 1 (5)                                    |                                          |                                          |  |                    |                                      |                                      |                                      |                                      |       |  |                              |                              |                              |                              |  |
|  | Zacapa (p.)                             | 0                                       |                                         |                                         |       |        |                                          |                                          |                                          |                                          |  |                    |                                      |                                      |                                      |                                      |       |  |                              |                              |                              |                              |  |
|  | Puerto San José                         | 1                                       | 0                                       | 1 (4)                                   |       |        |                                          |                                          |                                          |                                          |  |                    |                                      |                                      |                                      |                                      |       |  |                              |                              |                              |                              |  |
|  | Puerto San José                         | 1                                       | 0                                       | 1 (4)                                   |       | Zacapa | 0                                        | 2                                        | 2                                        |                                          |  |                    |                                      |                                      |                                      |                                      |       |  |                              |                              |                              |                              |  |
|  |                                         |                                         |                                         |                                         |       | Zacapa | 0                                        | 2                                        | 2                                        |                                          |  |                    |                                      |                                      |                                      |                                      |       |  |                              |                              |                              |                              |  |
|  |                                         |                                         | Catarina                                | 0                                       | 0     | 0      |                                          |                                          |                                          |                                          |  |                    |                                      |                                      |                                      |                                      |       |  |                              |                              |                              |                              |  |
|  |                                         |                                         | Catarina                                | 0                                       | 0     | 0      |                                          |                                          |                                          |                                          |  |                    |                                      |                                      |                                      |                                      |       |  |                              |                              |                              |                              |  |
|  |                                         |                                         |                                         |                                         |       |        |                                          |                                          |                                          |                                          |  |                    |                                      |                                      |                                      |                                      |       |  |                              |                              |                              |                              |  |
|  |                                         |                                         |                                         |                                         |       |        |                                          |                                          |                                          |                                          |  |                    |                                      |                                      |                                      |                                      |       |  |                              |                              |                              |                              |  |
|  |                                         |                                         |                                         |                                         |       |        |                                          |                                          |                                          |                                          |  |                    |                                      | Zacapa                               | 0                                    | 1                                    | 1 (3) |  |                              |                              |                              |                              |  |
|  |                                         |                                         |                                         |                                         |       |        |                                          |                                          |                                          |                                          |  |                    |                                      |                                      |                                      |                                      | 1 (3) |  |                              |                              |                              |                              |  |
|  |                                         |                                         | Coatepeque FC                           | 1                                       | 0     | 1 (4)  |                                          |                                          |                                          |                                          |  |                    |                                      |                                      |                                      |                                      |       |  |                              |                              |                              |                              |  |
|  |                                         |                                         | Coatepeque FC                           | 1                                       | 0     | 1 (4)  |                                          |                                          |                                          |                                          |  |                    |                                      |                                      |                                      |                                      |       |  |                              |                              |                              |                              |  |
|  |                                         |                                         |                                         |                                         |       |        |                                          |                                          |                                          |                                          |  |                    |                                      |                                      |                                      |                                      |       |  |                              |                              |                              |                              |  |
|  |                                         |                                         |                                         |                                         |       |        |                                          |                                          |                                          |                                          |  |                    |                                      |                                      |                                      |                                      |       |  |                              |                              |                              |                              |  |
|  |                                         | Aurora FC (p.)                          | 1                                       | 3                                       | 4 (3) |        |                                          |                                          |                                          |                                          |  |                    |                                      |                                      |                                      |                                      |       |  |                              |                              |                              |                              |  |
|  |                                         |                                         |                                         |                                         | 4 (3) |        |                                          |                                          |                                          |                                          |  |                    |                                      |                                      |                                      |                                      |       |  |                              |                              |                              |                              |  |
|  |                                         |                                         | Suchitepéquez                           | 2                                       | 2     | 4 (1)  |                                          |                                          |                                          |                                          |  |                    |                                      |                                      |                                      |                                      |       |  |                              |                              |                              |                              |  |
|  | Barberena                               | 2                                       | Suchitepéquez                           | 2                                       | 2     | 4 (1)  | 0                                        | 2                                        |                                          |                                          |  |                    |                                      |                                      |                                      |                                      |       |  |                              |                              |                              |                              |  |
|  | Barberena                               | 2                                       |                                         |                                         |       |        |                                          |                                          |                                          |                                          |  |                    |                                      |                                      |                                      |                                      |       |  |                              |                              |                              |                              |  |
|  | Suchitepéquez                           | 4                                       | 2                                       | 6                                       |       |        |                                          |                                          |                                          |                                          |  |                    |                                      |                                      |                                      |                                      |       |  |                              |                              |                              |                              |  |
|  | Suchitepéquez                           | 4                                       | 2                                       | 6                                       |       |        |                                          |                                          |                                          |                                          |  | Aurora FC          | 0                                    | 0                                    | 0                                    |                                      |       |  |                              |                              |                              |                              |  |
|  |                                         |                                         |                                         |                                         |       |        |                                          |                                          |                                          |                                          |  | Aurora FC          | 0                                    | 0                                    | 0                                    |                                      |       |  |                              |                              |                              |                              |  |
|  |                                         |                                         | Coatepeque FC                           | 2                                       | 0     | 2      |                                          |                                          |                                          |                                          |  |                    |                                      |                                      |                                      |                                      |       |  |                              |                              |                              |                              |  |
|  |                                         |                                         | Coatepeque FC                           | 2                                       | 0     | 2      |                                          |                                          |                                          |                                          |  |                    |                                      |                                      |                                      |                                      |       |  |                              |                              |                              |                              |  |
|  |                                         |                                         |                                         |                                         |       |        |                                          |                                          |                                          |                                          |  |                    |                                      |                                      |                                      |                                      |       |  |                              |                              |                              |                              |  |
|  |                                         |                                         |                                         |                                         |       |        |                                          |                                          |                                          |                                          |  |                    |                                      |                                      |                                      |                                      |       |  |                              |                              |                              |                              |  |
|  |                                         | San Pedro                               | 1                                       | 0                                       | 1 (1) |        |                                          |                                          |                                          |                                          |  |                    |                                      |                                      |                                      |                                      |       |  |                              |                              |                              |                              |  |
|  |                                         |                                         |                                         |                                         | 1 (1) |        |                                          |                                          |                                          |                                          |  |                    |                                      |                                      |                                      |                                      |       |  |                              |                              |                              |                              |  |
|  |                                         |                                         | Coatepeque FC (p.)                      | 1                                       | 0     | 1 (3)  |                                          |                                          |                                          |                                          |  |                    |                                      |                                      |                                      |                                      |       |  |                              |                              |                              |                              |  |
|  | Coatepeque FC                           | 2                                       | Coatepeque FC (p.)                      | 1                                       | 0     | 1 (3)  | 1                                        | 3                                        |                                          |                                          |  |                    |                                      |                                      |                                      |                                      |       |  |                              |                              |                              |                              |  |
|  | Coatepeque FC                           | 2                                       |                                         |                                         |       |        |                                          |                                          |                                          |                                          |  |                    |                                      |                                      |                                      |                                      |       |  |                              |                              |                              |                              |  |
|  | Atlético Mictlán                        | 1                                       | 1                                       | 2                                       |       |        |                                          |                                          |                                          |                                          |  |                    |                                      |                                      |                                      |                                      |       |  |                              |                              |                              |                              |  |
|  | Atlético Mictlán                        | 1                                       | 1                                       | 2                                       |       |        |                                          |                                          |                                          |                                          |  |                    |                                      |                                      |                                      |                                      |       |  |                              |                              |                              |                              |  |
|  |                                         |                                         |                                         |                                         |       |        |                                          |                                          |                                          |                                          |  |                    |                                      |                                      |                                      |                                      |       |  |                              |                              |                              |                              |  |

Los equipos ganadores de cada serie se muestran en negrita. Los equipos en la parte superior de cada serie jugaron el partido de vuelta como locales.

### Acceso a cuartos de final
| Fechas             | Local en la ida  | Global            | Local en la vuelta | Ida   | Vuelta |
| ------------------ | ---------------- | ----------------- | ------------------ | ----- | ------ |
| 20 y 23 de octubre | Atlético Mictlán | 2 - 3             | Coatepeque         | 1 - 2 | 1 - 1  |
| 20 y 23 de octubre | Comunicaciones B | 1 - 2             | Nueva Concepción   | 1 - 1 | 0 - 1  |
| 20 y 23 de octubre | Puerto San José  | 1 - 1 (4 - 5 pp.) | Zacapa             | 1 - 0 | 0 - 1  |
| 20 y 23 de octubre | Suchitepéquez    | 6 - 2             | Barberena          | 4 - 2 | 2 - 0  |

### Cuartos de final
| Fechas             | Local en la ida  | Global            | Local en la vuelta | Ida   | Vuelta |
| ------------------ | ---------------- | ----------------- | ------------------ | ----- | ------ |
| 26 y 30 de octubre | Catarina         | 0 - 2             | Zacapa             | 0 - 0 | 0 - 2  |
| 27 y 30 de octubre | Coatepeque       | 1 - 1 (3 - 1 pp.) | San Pedro          | 1 - 1 | 0 - 0  |
| 27 y 30 de octubre | Suchitepéquez    | 4 - 4 (1 - 3 pp.) | Aurora             | 2 - 1 | 2 - 3  |
| 27 y 30 de octubre | Nueva Concepción | 2 - 3             | Juventud Pinulteca | 2 - 1 | 0 - 2  |

### Semifinales
| Fechas              | Local en la ida | Global | Local en la vuelta | Ida   | Vuelta |
| ------------------- | --------------- | ------ | ------------------ | ----- | ------ |
| 6 y 13 de noviembre | Coatepeque      | 2 - 0  | Aurora             | 2 - 0 | 0 - 0  |
| 6 y 13 de noviembre | Zacapa          | 1 - 0  | Juventud Pinulteca | 1 - 0 | 0 - 0  |

### Finales
| Fechas      | Local en la ida | Global            | Local en la vuelta | Ida   | Vuelta |
| ----------- | --------------- | ----------------- | ------------------ | ----- | ------ |
| por definir | Coatepeque      | 1 - 1 (4 - 3 pp.) | Zacapa             | 1 - 0 | 0 - 1  |

### Campeón
| Campeón                          |
| Coatepeque Fútbol Club 1° Título |
|                                  |

### Clasificados a las series de ascenso
|                           |                           |
| 'Coatepeque'              | 'Zacapa'                  |
| Clasificado el 13/11/2022 | Clasificado el 13/11/2022 |